# Зестафонский муниципалитет
Зестафо́нский муниципалитет (груз. ზესტაფონის მუნიციპალიტეტი zest’aponis municipʼalitʼetʼi) — муниципалитет в Грузии, входящий в состав края Имеретия. Находится на западе Грузии, на территории исторической области Имеретия. Административный центр — Зестафони.

## История
Близ села Зеда-Клдеети в 1942 году был раскопан фамильный некрополь грузинских военачальников ориентировочно II века до нашей эры. Среди находок — золотые украшения, геммы, серебряная и медная посуда, стекло, керамика, бронзовые фигурки животных.
Зестафонский район был образован в 1929 году в составе Кутаисского округа, с 1930 года в прямом подчинении Грузинской ССР. В середине 1930-х годов некоторое время назывался район имени Джугели. В 1951—1953 годах входил в состав Кутаисской области.

## Население
По состоянию на 1 января 2018 года численность населения муниципалитета составила 56 532 жителя, на 1 января 2014 года — 75,2 тыс. жителей.
Согласно переписи 2002 года население района (муниципалитета) составило 76 208 чел. По оценке на 1 января 2008 года — 75,2 тыс. чел.
| Грузины | Русские | Армяне | Украинцы | Абхазы | Осетины | Азербайджанцы | Греки  |
| 99,0 %  | 0,5 %   | 0,2 %  | 0,09 %   | 0,07 % | 0,07 %  | 0,01 %        | 0,01 % |

| Грузины   | 57 365 | 99,54 %  |
| Русские   | 119    | 0,21 %   |
| Армяне    | 42     | 0,07 %   |
| Украинцы  | 38     | 0,07 %   |
| Ассирийцы | 31     | 0,05 %   |
| Осетины   | 8      | 0,01 %   |
| Греки     | 5      | 0,01 %   |
| Абхазы    | 5      | 0,01 %   |
| другие    | 15     | 0,03 %   |
| всего     | 57 628 | 100,00 % |

## Административное деление
Территория муниципалитета разделена на 19 сакребуло:
- 1 городское (kalakis) сакребуло;
- 1 поселковых (dabis) сакребуло;
- 14 общинных (temis) сакребуло;
- 3 деревенских (soplis) сакребуло.

## Список населённых пунктов
В состав муниципалитета входит 60 населённых пунктов, в том числе 1 город.
- Зестафони (груз. ზესტაფონი) — город
- Шорапани (груз. შორაპანი) — п.г.т.
- Аджамети (груз. აჯამეთი)
- Алаверди (груз. ალავერდი)
- Амсаиси (груз. ამსაისი)
- Аргвета (груз. არგვეთა)
- Ахали-Свири (груз. ახალი სვირი)
- Ачара (груз. აჭარა)
- Беглеви (груз. ბეღლევი)
- Беглеви (груз. ბეღლევი)
- Вашпариани (груз. ვაშპარიანი)
- Гагма-Бослеви (груз. გაღმა ბოსლევი)
- Гамогма-Бослеви (груз. გამოღმა ბოსლევი)
- Гверки (груз. ღვერკი)
- Дзирула (груз. ძირულა)
- Дзлоур-Данети (груз. ძლოურ-დანეთი)
- Диди-Гантиади (груз. დიდი განთიადი)
- Дидципела (груз. დიდწიფელა)
- Диликаури (груз. დილიკაური)
- Зеда-Илеми (груз. ზედა ილემი)
- Зеда-Квалити (груз. ზედა კვალითი)
- Зеда-Клдеети (груз. ზედა კლდეეთი)
- Зеда-Сакара (груз. ზედა საქარა)
- Зеда-Цева (груз. ზედა წევა)
- Зеда-Циплаваке (груз. ზედა წიფლავაკე)
- Зоврети (груз. ზოვრეთი)
- Кведа-Илеми (груз. ქვედა ილემი)
- Кведа-Квалити (груз. ქვედა კვალითი)
- Кведа-Клдеети (груз. ქვედა კლდეეთი)
- Кведа-Сазано (груз. ქვედა საზანო)
- Кведа-Сакара (груз. ქვედა საქარა)
- Кведа-Сацумбо (груз. ქვედა საწუმბო)
- Кведа-Цева (груз. ქვედა წევა)
- Кведа-Циплаваке (груз. ქვედა წიფლავაკე)
- Квелетубани (груз. ქველეთუბანი)
- Киноти (груз. კინოთი)
- Леладзисеули (груз. ლელაძისეული)
- Марджвена-Рквиа (груз. მარჯვენა რკვია)
- Мартотубани (груз. მარტოთუბანი)
- Марцхена-Рквиа (груз. მარცხენა რკვია)
- Меоре-Свири (груз. მეორე სვირი)
- Мцкерисцихе (груз. მწყერისციხე)
- Патара-Самеба (груз. პატარა სამება)
- Пирвели-Свири (груз. პირველი სვირი)
- Пути (груз. ფუთი)
- Родинаули (груз. როდინაული)
- Сагвине (груз. საღვინე)
- Санахшире (груз. სანახშირე)
- Сасахле (груз. სასახლე)
- Сацабле (груз. საწაბლე)
- Светмагали (груз. სვეტმაღალი)
- Табакини (груз. ტაბაკინი)
- Тврини (груз. თვრინი)
- Тклапиваке (груз. ტყლაპივაკე)
- Цхентаро (груз. ცხენთარო)
- Цхрацкаро (груз. ცხრაწყარო)
- Чалатке (груз. ჭალატყე)
- Шимшилакеди (груз. შიმშილაქედი)
- Шроша (груз. შროშა)
- Шуа-Квалити (груз. შუა კვალითი)